# Florian Furtwängler
Florian Furtwängler (* 10. März 1935 in Bad Wiessee; † 5. Mai 1992 in München) war ein deutscher Filmregisseur.

## Leben und Werk
Florian Furtwängler war ein Mitglied der Familie Furtwängler. Er war der Sohn des Bergsteigers Walter Furtwängler und Neffe des Dirigenten Wilhelm Furtwängler. Eckard Furtwängler ist sein Zwillingsbruder, der Architekt Bernhard Furtwängler (1930–2012) sein Bruder und Maria Furtwängler seine Nichte.
Nach dem Studium der Kunstgeschichte, das er 1964 an der Universität München mit Promotion (Vergleichende Studien zur Bildform bei Rubens, erschienen 1979) abschloss (ein Studienfreund war der spätere Verleger Hubert Burda), arbeitete Furtwängler zunächst als Journalist an einer Münchner Tageszeitung. Von 1966 bis 1970 war er Redakteur beim Bayerischen Rundfunk.
1971 gründete Furtwängler mit anderen Autorenfilmern des Neuen Deutschen Films den Filmverlag der Autoren. Danach war er als Produzent (FFF Florian Furtwängler Filmproductions), Regisseur und Drehbuchautor tätig. In mindestens einem Film wirkte er als Schauspieler mit. Sein Werk umfasst mehr als 80 Fernsehsendungen, darunter Dokumentationen, wissenschaftliche Reihen, Reportagen, Porträts und zwei Spielfilme.

## Filmografie (Auswahl)
- 1966: Portrait eines Wissenschaftlers Feodor Lynen (Dokumentation, Regie)
- 1968: Portrait Wilhelm Furtwängler (Dokumentation, Regie)
- 1974: Zum Abschied Chrysanthemen („Goodbye with Mums“) (Regie, Drehbuch)
- 1986/87: Tommaso Blu (Regie, Drehbuch)
- 1988/89 Der lange Sommer (Schauspieler)